# Alpheus barbara
Alpheus barbara är en kräftdjursart som beskrevs av William Neale Lockington 1878. Alpheus barbara ingår i släktet Alpheus och familjen Alpheidae. Inga underarter finns listade i Catalogue of Life.